# Hepatica duplicilinea
Hepatica duplicilinea là một loài bướm đêm trong họ Noctuidae.